# Bučka (Škocjan, Slovenija)
Bučka je naselje u slovenskoj Općini Škocjanu. Bučka se nalazi u pokrajini Dolenjskoj i statističkoj regiji Jugoistočnoj Sloveniji. 

## Stanovništvo
Prema popisu stanovništva iz 2002. godine naselje je imalo 114 stanovnika.